# Carlos Díaz (Fußballspieler, 1979)
Carlos Díaz, vollständiger Name Carlos Richard Díaz, (* 4. Februar 1979 in Montevideo) ist ein uruguayischer Fußballspieler.

## Karriere

### Verein
Der 1,68 Meter große Mittelfeldakteur Díaz spielte von der Apertura 1997 bis zur Clausura 2007 für Defensor Sporting in der Primera División. Belegt sind dabei 24 Saisonspiele (ein Treffer) in Apertura und Clausura 2003, sowie ein Einsatz in der Apertura 2005 und 14 absolvierte Erstligapartien in der Spielzeit 2006/07 (keine Tore). Es existieren auch Quellen, wonach er im gesamten Zeitraum von 1997 bis 2007 209 Spiele und vier Tore für Defensor vorweisen kann. Diese Quelle weist jedoch inhaltliche Widersprüche zu den anderen Quellen auf. 2007 absolvierte er zudem ein Spiel für Atlético Bucaramanga. In der Saison 2007/08 schloss er sich Defensors Ligakonkurrenten Peñarol an, für den er in der Clausura 2008 sieben Erstligaspiele bestritt. Damit verpasste er den Meistertitel, den sein vormaliger langjähriger Arbeitgeber Defensor in jener Spielzeit gewann. Seit der Apertura 2008 bis Mitte Dezember 2010 stand er wieder in Reihen Defensors und wurde 2008/09 und 2009/10 39-mal (zwei Tore) in der Liga sowie sechsmal in der Liguilla Pre Libertadores 2009, einmal in der Copa Sudamericana und viermal in der Copa Libertadores eingesetzt. Sodann wechselte er zu den Rampla Juniors, für die er in der Clausura 2011 elf Erstligaspiele (kein Tor) bestritt. Von Juli 2011 bis Februar 2012 war er für den Tacuarembó FC aktiv. Die Einsatzstatistik weist für seine Zeit bei den Norduruguayern zehn Spiele (kein Tor) aus. Im Februar 2012 schloss er sich Racing an. In der Clausura 2012 und der Spielzeit 2012/13 kam er insgesamt 36-mal in der Primera División zum Einsatz und erzielte einen Treffer. In der Saison 2013/14 lief er in 29 weiteren Ligapartien auf (kein Tor). In der Spielzeit 2014/15 wurde er zehnmal (kein Tor) in der höchsten uruguayischen Spielklasse eingesetzt. Ende Juli 2015 wechselte er zum Zweitligisten Boston River. In der Zweitligasaison 2015/16 kam er viermal (kein Tor) zum Einsatz.

### Nationalmannschaft
Díaz gehörte der uruguayischen U-20-Auswahl an, die bei der U-20-Südamerikameisterschaft 1997 in Chile den vierten Platz belegte. Im Verlaufe des Turniers wurde er von Trainer Víctor Púa fünfmal (ein Tor) eingesetzt. Im selben Jahr trat er mit dem Team ebenfalls bei der Junioren-Weltmeisterschaft 1997 an und wurde in Shah Alam Vize-Weltmeister hinter Argentinien. Dazu trug er mit sechs WM-Einsätzen bei. Er nahm an der U-20-Südamerikameisterschaft 1999 in Argentinien teil. Seine dortige Turnierbilanz weist neun Einsätze und ein Tor aus. Uruguay schloss das Turnier als Vize-Südamerikameister ab. Bei der Junioren-Weltmeisterschaft 1999 in Nigeria gehörte er erneut zum uruguayischen Kader. Dreimal lief er während des Turniers auf, scheiterte mit der Celeste schließlich im Halbfinale an Japan und wurde Vierter. Am 17. Dezember 1997 hatte Díaz überdies bereits beim FIFA-Konföderationen-Pokal 1997 in der A-Nationalmannschaft debütiert. Er zählte bei der Copa América 2001 zum Kader. Bis zu seinem letzten Einsatz am 29. Juli 2001 absolvierte er insgesamt sechs Länderspiele. Ein Tor erzielte er nicht.

### Erfolge
- U-20-Vizeweltmeister: 1997
- U-20-Vizesüdamerikameister: 1999